# يوليوس كورتيس
يوليوس كورتيس (بالإنجليزية: Julius Curtis)‏ هو محامي وقاضي وسياسي أمريكي، ولد في 10 ديسمبر 1825 في نيوتاون في الولايات المتحدة، وتوفي في 10 يونيو 1907 في ستامفورد في الولايات المتحدة. حزبياً، نشط في الحزب الجمهوري. وقد انتخب عضو مجلس ولاية كونيتيكت.